# 北卡罗来纳州议会大厦
北卡罗来纳州议会大厦是美国北卡罗来纳州政府的主要建筑，设有北卡罗莱纳州州长办公室，位于州首府罗利的联合广场，东伊登顿街1号，希腊复兴建筑。1833年7月4日，西蒙斯·琼斯·贝克为其奠基举行了共济会仪式。1840年完工。主要由Ithiel Town建筑公司和亚历山大·杰克逊·戴维斯设计。
北卡罗来纳州议会大厦在1973年被宣布为国家历史地标

## 外部連結
- North Carolina State Capitol （页面存档备份，存于）
- NC State Capitol Foundation （页面存档备份，存于）
- The North Carolina State Capitol: Pride of the State, a National Park Service Teaching with Historic Places (TwHP) lesson plan （页面存档备份，存于）